# Pantaléon Costa de Beauregard
Il marchese Louis Pantaléon Costa de Beauregard, noto anche con il nome italianizzato di Pantaleone Costa di Beauregard, (Marlieu, 19 giugno 1806 – La Motte-Servolex, 19 settembre 1864), è stato un politico francese, originario della Savoia sabauda.
Dopo aver tentato di contrastare la linea espansionista ed anticlericale dei governi Cavour e aver difeso l'identità savoiarda e la fedeltà a Casa Savoia, prese atto dell'inutilità di tale linea e fu uno degli artefici dell'annessione della Savoia alla Francia. Lo storico contemporaneo Sylvain Milbach, seguendo peraltro l'orientamento dei suoi predecessori, lo definisce "uno degli uomini più potenti e più influenti della Savoia". Fu anche uno storico e ornitologo dilettante.

## Biografia

### Famiglia
Louis Marie Pantaléon Costa de Beauregard nasce nel 1806 a Marlieu, nel dipartimento dell'Isère. È il terzogenito e primo figlio maschio del marchese Henri Maurice Victor François Régis Costa de Beauregard (1779-1836) e di Catherine Élisabeth de Quinson (1785-1832). I Costa erano una famiglia nobile del Regno di Sardegna che era diventata savoiarda e aveva preso il nome di Costa de Beauregard.
Nacque nel castello di Marlieu in Francia, dove viveva lo zio, monsieur de Murinais; tornò a vivere con i suoi genitori nel castello di famiglia di La Motte, detto ora château Reinach, nel vicino Ducato di Savoia.
Si sposa il 12 maggio 1834, nella chiesa di san Francesco Saverio  di Parigi, con Marthe Augustine Philippine Antoinette de Saint-Georges de Vérac (1812-1884), figlia di Olivier de Saint-Georges de Vérac (1768-1858) e di Euphémie de Noailles.
Degli undici figli, Charles-Albert sarà deputato per la Savoia (1871-1876), membro dell'Académie française (1896-1909) e presidente dell'Académie des sciences, belles-lettres et arts de Savoie (1887-1889), come già il padre.

### Formazione e carriera militare e diplomatico
Da ragazzo riceve un'educazione privata con l'abate Louis Rendu. 

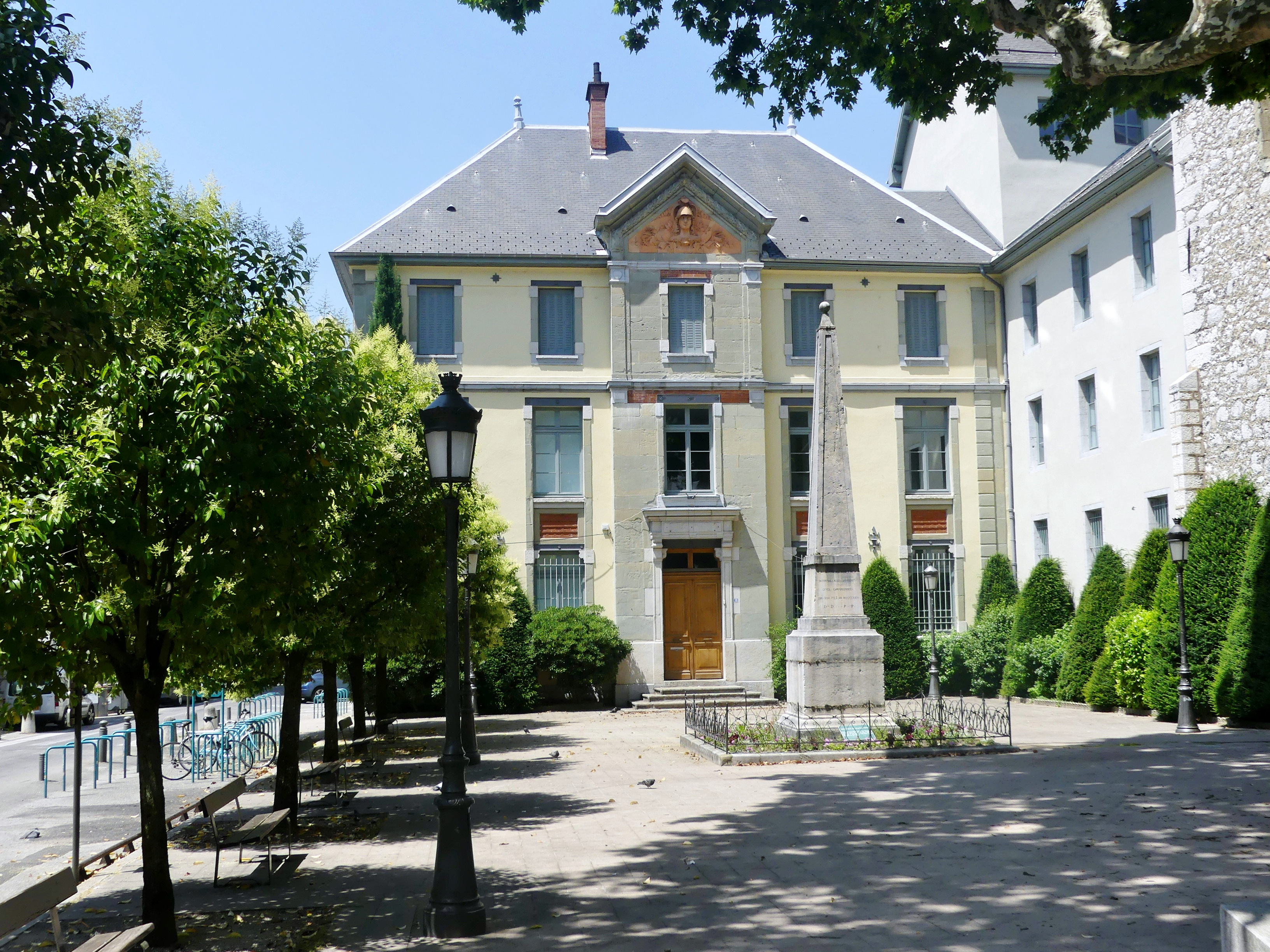
Facciata dell'antico Collegio reale di Chambéry, ora Liceo Vaugelas.

Da questo momento diventa un fervente difensore della religione cattolica, in particolare durante la sua carriera politica. Completa poi i suoi studi classici al Collège Royal di Chambéry.
Prosegue gli studi per intraprendere la carriera militare, seguendo in questo la via percorsa da numerosi suoi antenati al servizio della Casa Savoia. Alla fine dei suoi anni di formazione, nel 1827, riceve il brevetto di sottotenente e raggiunge nel mese di giugno il reggimento di cavalleria "Piemonte Reale", dell'esercito sardo. È nominato il 2 luglio 1827, scudiero in seconda del principe di Carignano, Carlo Alberto, erede al trono del Regno di Sardegna.
In entrambi i casi, in senso stretto, si trattava di titoli principalmente onorifici. Diventa comunque amico del futuro re.
Nel 1833, accompagna la delegazione incaricata di negoziare la liberazione d'un bastimento navale caduto nelle mani delle autorità tunisine. Al suo ritorno ottiene il brevetto di capitano aggregato al "Piemonte Reale" e riceve l'onorificenza dell'Ordine dei Santi Maurizio e Lazzaro.
Al ritorno si stabilisce in Savoia; diventa primo scudiero di Carlo Alberto. Diventa membro del consiglio del debito pubblico, a Chambéry, la vecchia capitale del Ducato di Savoia e conservatore del museo e della biblioteca.
Partecipa in Lombardia alla Prima guerra d'Indipendenza.

### Carriera politica nel Regno di Sardegna

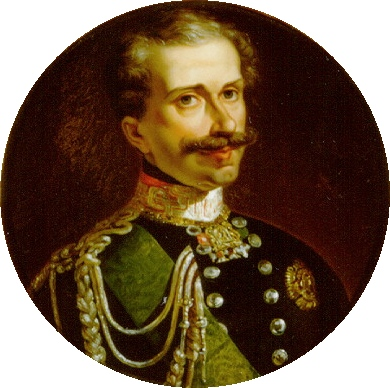
Ritratto di Carlo Alberto, 1848 ca.

Durante la guerra Carlo Alberto nomina l'amico, con la firma di un decreto reale del 3 aprile 1848, senatore del regno. In un primo tempo Beauregard accetta, ma dopo aver saputo che il collegio elettorale di Chambéry l'aveva eletto deputato, allora rifiuta.
Le riforme portate dal nuovo re con la pubblicazione dello Statuto Albertino aprono nuove prospettive politiche. Gli elettori del collegio di Chambéry il 27 aprile 1848 scelgono il marchese come loro rappresentante per la I legislatura del Regno di Sardegna al parlamento subalpino a Torino. Egli non è contrario all'introduzione del sistema costituzionale, ma lo intende in senso cattolico e in opposizione all'espansionismo verso l'Italia del quale è fautore il liberalismo piemontese.
Si presenta nuovamente per le elezioni della II e della III legislatura. Alla fine della III legislatura si dimette. Alle elezioni successive del 9 dicembre 1846 non si ricandida e nel collegio viene eletto François Justin.
Nel dicembre 1853 è eletto nel collegio elettorale di Thonon ma alla fine dell'anno 1854 sceglie di optare per il collegio di Chambéry.
Capo incontrastato della destra conservatrice savoiarda, è uno dei deputati che difende l'identità savoiarda e la fedeltà alla casa Savoia in seno a una élite politica sarda che in maggioranza è favorevole all'unificazione italiana.
Il diplomatico di Chambéry Alberto Blanc riassume la sua importanza con la frase che diventa un vero slogan: "Quando il marchese Costa dice «Io», la Savoia dice «Noi»".
Di fronte a questo ruolo che gli è stato dato, il marchese Costa de Beauregard esclama «Dal momento che mi si pone a capo del partito, credo di dover dichiarare che se intendiamo con ciò l'uomo devoto alla religione cattolica, al re, alla costituzione, non rifiuto questo titolo (...)».
Si impegna molto nella difesa degli interessi della Chiesa cattolica, al momento della laicizzazione dello Stato sabaudo e della soppressione delle congregazioni religiose condotta da Vittorio Emanuele II. 
Incoraggia nella sua città di residenza, La Motte, l'insediamento dei Fratelli delle scuole cristiane (nel 1843) e delle religiose di San Giuseppe per l'educazione delle giovani; acquista per queste ultime l'antico castello di Pingon per farle insediare a partire dal 1841.
Questa politica porta, in parte, alla rottura dell'unità Savoia-Piemonte e al sostegno della Chiesa cattolica all'annessione della Savoia alla Francia, che si dimostra più rispettosa delle sue prerogative. Tuttavia, bisogna sottolineare che rifiuta l'idea di una separazione tra la Savoia e la sua casa regnante; lo esprime così in un discorso «...Quando le aquile francesi estendono il loro formidabile volo sulle rocce del Moncenisio, ah! Possiate voi non pentirvi mai di aver frainteso l'importanza della devozione degli uomini generosi che le difendono! Questo è il mio voto più caro, perché gli affetti dinastici, le tradizioni, i ricordi, con noi, non si estingueranno in un giorno...».
Durante il dibattito per la seconda guerra di indipendenza, la denuncia e ricorda che la Savoia non ha alcun interesse per la guerra e addirittura motiva la sua separazione: «La guerra è impopolare in Savoia; la sua naturale conseguenza, che è già prevista, è la separazione di questa provincia dagli Stati sardi. La Savoia non accetterà mai di essere italiana e, se combatterà per questa causa, toglierà ogni oggetto di rimpianto nel giorno della separazione».
Quando viene contattato per organizzare la guardia mobile in Savoia per prendere parte alla guerra contro l'Austria, si rifiuta di farsene carico. Questo atteggiamento sarà fortemente criticato dalla frangia liberale dei piemontesi, facendo del marchese un simbolo del passato.
Poco dopo la battaglia di Novara, il 23 marzo 1849, il marchese de Beauregard si vede offrire l'incarico di inviato straordinario e di ministro plenipotenziario presso la Repubblica francese. Quasi accetta, ma rifiuta l'incarico a causa dei suoi avversari politici. Carlo Alberto muore poco dopo, il 28 luglio 1849. Nel novembre 1849, Beauregard si ritira momentaneamente dalla vita politica.
Dopo aver scelto nel febbraio 1853 di essere eletto nel collegio di Thonon per rappresentare la Savoia, opta in un secondo tempo per il seggio offertogli dal collegio di Chambéry.
Il Ducato di Savoia diventa francese con il trattato di Torino del 1860.

### Carriera politica francese
Pantaléon Costa de Beauregard rifiuta il seggio di senatore propostogli da Napoleone III nel 1860. Tuttavia, lo stesso anno, diventa consigliere generale del cantone di Chambéry-Nord ed è eletto presidente del nuovo Consiglio generale della Savoia. Conserva i suoi mandati fino alla morte.
Durante il viaggio imperiale in Savoia di Napoleone III e dell'imperatrice Eugenia, da agosto a settembre 1860, accoglie, come presidente del Consiglio generale, l'augusta coppia il 27 agosto alla Stazione di Chambéry, assieme al sindaco di Chambéry, barone Frédéric d'Alexandry d'Orengiani. Nell'occasione del ballo dato al teatro della ville, il marchese balla con l'Imperatrice.
Pantaléon Costa de Beauregard muore a La Motte-Servolex il 19 settembre 1864.

## Interessi

### Storia
Si appassiona di storia locale. Membro dal 1828 dell'Académie des sciences, belles-lettres et arts de Savoie, ne ricopre il ruolo di presidente tre volte: 1850 al 1853, poi dal 1855 al 1857 e dal 1858 al 1864.
È tra i fondatori del Musée Savoisien de Chambéry.
Sollecita nel 1864, come presidente del Consiglio generale e in collaborazione con la città di Chambéry, la creazione di un "museo storico e archeologico nazionale [...] in cui vengono raccolti i ricordi della sua storia e dei monumenti del suo passato. Non c'è nulla di più interessante e più istruttivo di quelle collezioni provinciali in cui l'uomo che ama il suo paese e che vuole conoscerlo può studiare su documenti autentici l'origine, le credenze, i costumi, l'industria e il vita intellettuale delle generazioni che l'hanno preceduta". Questo museo vedrà la luce nel 1889.
La sua passione di storico lo porta a pubblicare un certo numero di lavori su varie riviste, in particolare sulle Mémoires de l'Académie des sciences, belles-lettres et arts de Savoie, ma anche alcuni saggi sulla storia della Savoia.

### Ornitologia
È anche appassionato di ornitologia, e si specializza nella collezione di colibrì, accumulandone un gran numero.
Nel 1839 Jules Bourcier nomina in suo onore un colibrì il colibri di Costa.

## Opere
- Familles historiques de Savoie, les seigneurs de Compey, impr. de Puthod, Chambéry, 1844
- Souvenirs du règne d'Amédée VIII, premier duc de Savoie, impr. de Puthod, Chambéry, 1859